# Morike Sako
Morike Sako (né le 17 novembre 1981 à Paris) est un footballeur français. Bien qu'entre-temps quadragénaire, « Mo » joue toujours régulièrement au foot, depuis la saison 2020-2021 pour le FC Hamburger Berg, modeste club de huitième division à St. Pauli.
Morike est le frère de Bakary Sako, également footballeur et du rappeur Six Coups MC.